# Road to the Kentucky Derby
Road to the Kentucky Derby är ett poängsystem genom vilket hästar kvalificerar sig för en position i startgrinden för Kentucky Derby. Den innehåller dussintals insatslopp för 2- och 3-åriga fullblod – antalet och specifika lopp har ändrats något under åren. Poängsystemet ersatte ett tidigare kvalificeringssystem som tittade på intäkter från alla grupplöp världen över.

## Bakgrund
Det finns 20 platser tillgängliga i startgrinden för Kentucky Derby. Från och med 2017 är en av dessa platser reserverad för segraren av Japan Road to the Kentucky Derby. Om segraren av Japan Road tackar nej till erbjudandet erbjuds deras position till nästa rankade japanska häst. Om ingen av de fyra bästa hästarna accepterar erbjudandet, återgår denna position i startgrinden till den ordinarie Road to the Kentucky Derby. Från och med 2018 utvecklade Churchill Downs en liknande European Road to the Kentucky Derby.
De återstående 18 platserna i startgrinden (eller upp 20 om de europeiska och japanska erbjudandena avvisas) erbjuds till de hästar med flest poäng i Road to the Kentucky Derby. Om en av dessa hästar tackar nej, ges deras position till nästa rankade häst på listan. Om någon av de 20 bästa stryks innan vadslagning börjat, kommer nästa rankade häst på kvalificeringslistan vara berättigad att delta.
Om en ägare vill anmäla ett sto i Kentucky Derby måste hon ta poäng i samma löp som hingstar och valacker. Poäng som tagits i Road to the Kentucky Oaks kan inte överföras till Road to the Kentucky Derby.

## Historia
Road to the Kentucky Derbys poängsystem skapades 2012 för att etablera en "tydlig, praktisk och begriplig väg" till den första etappen av galoppsportens Triple Crown, enligt Churchill Downs officiella hemsida. En undersökning gjord av Churchill Downs visade att 83% av de tillfrågade inte förstod hur hästar blev startberättigade till Kentucky Derby. Det tidigare systemet var baserat på intäkter från alla grupplöp, medan det nya systemet lägger tung vikt på senare lopp, vilket sätter en premie på de senaste resultaten. Poängsystemet har bland annat förändrat hur hästar förbereds för Kentucky Derby, samt sammansättningen av startfältet.

### Två etapper
Serien är uppdelad i två etapper, Kentucky Derby Prep Season och Kentucky Derby Championship Series. Prep Season består av tidiga lopp på dirttrack eller syntetiska banor över distanser på minst en mile som vanligtvis körs mellan slutet av september och slutet av februari. Poäng delas ut till de fyra bästa i varje lopp på en skala 10-4-2-1, förutom Breeders' Cup Juvenile, som har tilldelats poäng på en skala 20-8-4-2 sedan 2016. Championship Series består av två etapper och en "wild card"-runda. Den första etappen inkluderar mindre förberedande lopp, vanligtvis grupp 2-löp, med en poängskala på 50-20-10-5. Den andra etappen består av sex förberedelselöp, de så kallade Super Six-löpen, där segern i ett löp är värd 100 poäng. Super Six-löpen inkluderar historiska löp som Florida Derby, Santa Anita Derby, Arkansas Derby, Louisiana Derby, Blue Grass Stakes och Wood Memorial Stakes.